# Processo s
O processo s (de slow, lento, em inglês), ou captura lenta de nêutrons é um tipo de nucleossíntese que requer condições de menor densidade neutrônica e menor temperatura nas estrelas que o processo r. Nessas condições o índice de captura neutrônica pelos núcleos é lento se o comparamos com a velocidade de desintegração beta. São obtidos isótopos estáveis movendo-se ao longo do vale de estabilidade dentro da tabela de isótopos. O processo s produz aproximadamente a metade dos elementos mais pesados que o ferro e portanto desempenha um papel importante dentro da evolução química galáctica. O proceso s difere do r, mais rápido, em termos de caminhos de reação e condições de reação.
Acredita-se que o processo s ocorra em estrelas mais massivas que o Sol, principalmente nas pertencentes ao ramo assintótico das gigantes (AGB em inglês). A diferença do processo r, que pode dar-se durante segundos em cercanias explosivas, o processo s pode alongar-se por milhares de anos. O grau segundo o qual o processo s faz aumentar o número atômico dos elementos ao longo da tabela isotópica depende essencialmente da capacidade da estrela para produzir nêutrons, e pela quantidade inicial de ferro presente. O ferro é o material de partida necessário para que se dê este tipo de captura neutrônica-desintegração beta, a partir da qual se sintetizam novos elementos.